# Курбский, Андрей Дмитриевич
Князь Андрей Дмитриевич Курбский — воевода на службе у Московских князей Ивана III и Василия III.
Из княжеского рода Курбских, отрасли князей Ярославских. Рюрикович в XX поколении. Старший сын удельного курбского князя Дмитрия Семёновича. Имел младшего брата, князя Александра Дмитриевича Курбского.

## Биография
В 1492 году первый воевода Сторожевого полка в походе на литовские земли. В 1494 году воевода Большого полка в бою под Оршей. В 1495 году участвовал во втором походе Ивана III на Новгород. В 1499 году второй воевода войск правой руки под Тулой на поле. В феврале 1500 года участвовал в свадьбе дочери великого князя Ивана Васильевича — княжны Феодосии Ивановны и князя Василия Даниловича Холмского, шёл четвёртым у саней княжны в свадебном поезде.
Во время Русско-литовской войны в 1508 году принял участие в походе на Смоленск, как первый воевода сторожевого полка в походе из Вязьмы. В сентябре 1509 года, четвёртый воевода сторожевого полка ходил к Дорогобужу против литовского воеводы С. Кишки, а по взятии города оставлен в нём четвёртым воеводою Сторожевого полка.
В мае 1512 года, во время татарского нашествия на Одоев, третий воевода большого полка, послан на Угру в погоню за крымским царевичем Ахмат Гиреем, а при нашествии их к Белёву четвёртый воевода Большого полка на Упе, откуда ходил на татарские отряды, первым воеводою войск правой руки. В 1513 году первый воевода Сторожевого полка в Туле, в марте был отозван для участия в смоленском походе Василия III и послан под Оршу. В мае 1514 водил полк в Тулу первым воеводою войск правой руки и оставался там на всё время осады Смоленска. В 1517 году командовал полком правой руки в Вязьме. В 1518 году первый воевода в Кашире. В 1519 году переведён с места командира полка правой руки в Кашире на литовскую границу к Белой и Витебску в качестве второго воеводы полка правой руки. В 1520-1521 годах первый воевода в Нижнем Новгороде.
Женат на углицкой княжне, дочери Андрея Горяя.
По родословной росписи показан бездетным.